# Eonemertes xiamenensis
Eonemertes xiamenensis är en djurart som tillhör fylumet slemmaskar, och som beskrevs av Sun, Dong och Chen 1998. Eonemertes xiamenensis ingår i släktet Eonemertes och familjen Emplectonematidae. Inga underarter finns listade i Catalogue of Life.